# Societatea de Transport București
Societatea de Transport București (STB) – operator komunikacji miejskiej w Bukareszcie. Obsługuje sieć komunikacji autobusowej, trolejbusowej i tramwajowej. Metro jest natomiast obsługiwane przez Metrorex. Firma jest samorządna i niemal całkowicie sprywatyzowana.
STB nie honoruje biletów metra, tak jak metro nie honoruje biletów STB. Ta sytuacja często sprawia, że podróż przez Bukareszt jest kosztowna i skomplikowana. W lipcu 2006 Metrorex i STB miały wprowadzić wspólne bilety, ale na razie do tego nie doszło.